# Nostra Signora di Guadalupe a Monte Mario
Nostra Signora di Guadalupe a Monte Mario ist die römisch-katholische Titel- und Pfarrkirche der gleichnamigen Pfarrei im römischen Quartieri Q.XV Della Vittoria im Nordosten Roms. Sie wurde 1928 bis 1932 vom katholischen Frauenorden der Töchter der unbefleckten Maria von Guadalupe erbaut und Unserer Lieben Frau von Guadalupe, der Schutzpatronin Mexikos, geweiht.  Die Kirche wurde im selben Jahrzehnt an das Bistum Rom verkauft, welches sie 1936 in eine Pfarrkirche umwandelte. Papst Paul VI. erklärte  Nostra Signora di Guadalupe 1969 zur Titelkirche. Die Kirche wurde beim Konsistorium am 18. Februar 2012 Kardinal Timothy Michael Dolan zugewiesen, der sie am 14. Oktober 2012 in Besitz nahm.

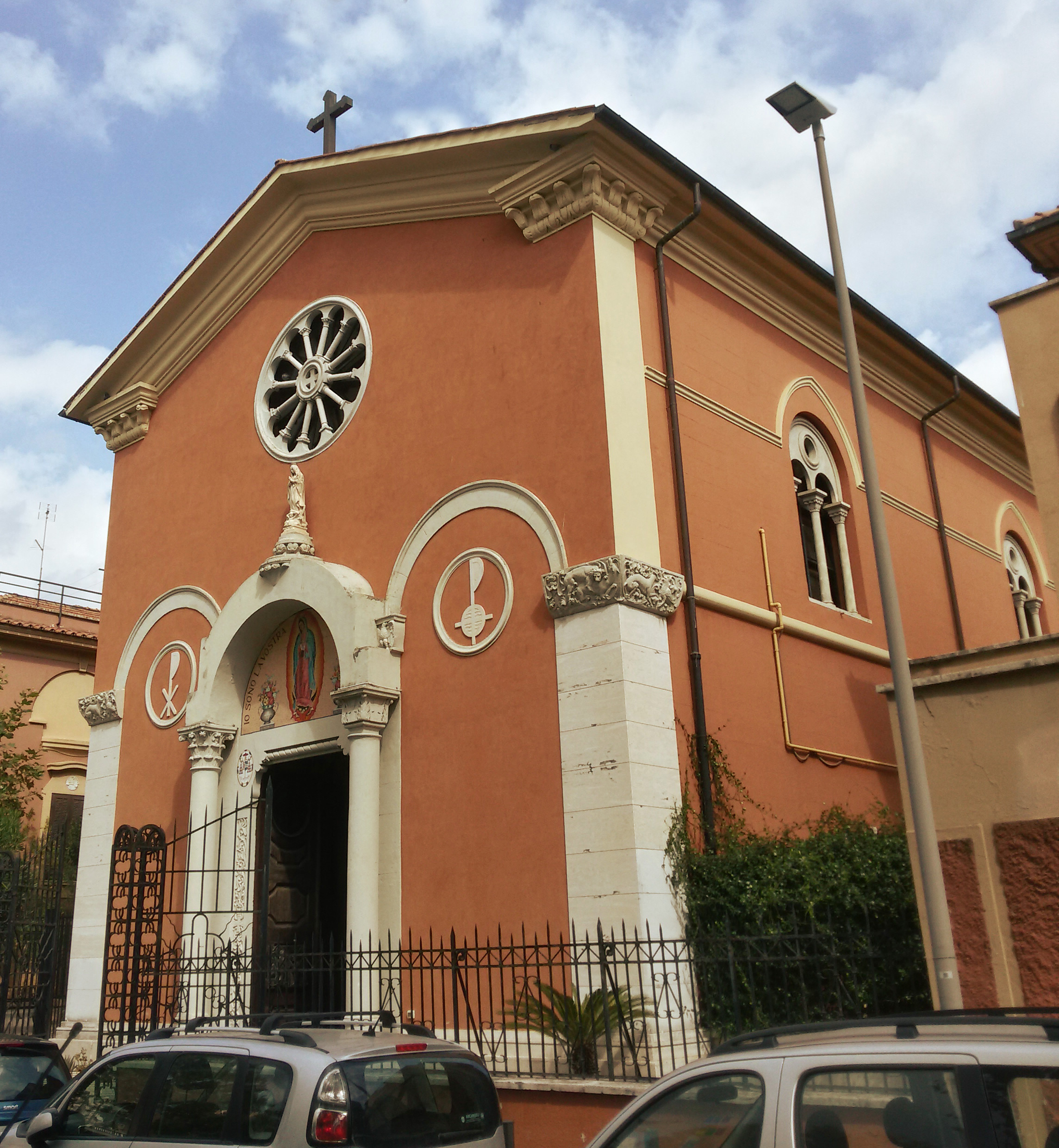
Außenansicht

## Titelkirche
- Miguel Darío Miranda y Gómez (1969–1986)
- Franz Hengsbach (1988–1991)
- Adolfo Antonio Suárez Rivera (1994–2008)
- Vakant (2008–2012)
- Timothy Michael Dolan (2012-)